# Saúl del Cerro
Saúl del Cerro García (Burgos, 20 de mayo de 2004) es un futbolista español que juega como mediocentro en el Burgos CF de la Segunda División de España.

## Trayectoria
Nacido en la ciudad de Burgos, Saúl se forma en las categorías inferiores del Burgos CF. El 23 de octubre de 2021, con 17 años, debuta con el filial entrando como suplente en la segunda parte en una derrota por 0-3 frente a la UD Logroñés "B" en la Segunda División RFEF.
Debuta con el primer equipo el 14 de diciembre de 2021 sustituyendo a Iván Serrano en una derrota por 0-2 en Copa del Rey.
Es cedido al Mérida AD en la temporada 2024-25.

## Clubes
| Club               | País   | Año       |
| ------------------ | ------ | --------- |
| Burgos CF Promesas | España | 2021-2024 |
| AD Mérida          | España | 2024-2025 |